# Брук, Келл
Эзекиел Бринсли Брук (англ. Ezekiel Brinsley Brook); род. 3 мая 1986, Шеффилд, Великобритания) — британский боксёр-профессионал, выступающий в полусредней и первой средней весовых категориях.
Среди профессионалов бывший чемпион мира по версии IBF (2014—2017), и чемпион Великобритании по версии BBBofC (2009—2010) в полусреднем весе.

## Профессиональная карьера
На профессиональном ринге Брук дебютировал в августе 2004 года в полусреднем весе.
Провёл 16 низкорейтинговых поединков и в июне 2008 года нокаутировал в 7-м раунде соотечественника Барри Джонса (15-1), завоевав титул чемпиона Великобритании. В ноябре защитил титул нокаутом в первом раунде в бою против Кевина Макинтайра (26-5). 30 января 2009 года во второй защите титула победил Стюарта Элвила (12-2). 18 августа 2009 года в третьей защите титул нокаутировал в 3-м раунде Майкла Ломакса (15-1-1).
12 марта 2010 года нокаутировал в 6-м раунде поляка Кшиштофа Биениаса (39-3) и завоевал интерконтинентальный титул чемпиона мира по версии WBO в полулёгком весе.
18 сентября 2010 года нокаутировал в 5-м раунде соотечественника Майкла Дженнингса (36-2), и защитил титулы Великобритании, и интернационального чемпиона WBO.
В декабре 2010 года нокаутировал боксёра из Ганы Филипа Коти (21-5-2).
25 июня 2011 года победил по очкам известного австралийского боксёра Лавмора Нду, и завоевал вакантный интерконтинентальный титул чемпиона мира по версии WBA. В октябре защитил титул нокаутом против поляка, Рафаля Яцкевича (38-9-1). 17 декабря 2011 года в промежуточном бою нокаутировал пуэрториканца Луиса Галарцу (17-2).
В марте 2012 года победил по очкам британца Мэттью Хаттона (42-5-2), и завоевал интернациональный титул IBF в полусреднем весе.
7 июля 2012 года в элиминаторе IBF, решением большинства судей победил американца мексиканского происхождения Карсона Джонса (24-8-2).
20 октября 2012 года в финальном отборочном бою нокаутировал в третьем раунде аргентинца Эктора Дэвида Салдива (41-2).
19 января 2013 года был запланирован бой Келла Брука с чемпионом по версии IBF, американцем Девоном Александером (24-1). Бой переносился дважды, и в итоге был отменён.
После длительного простоя, 13 июля 2013 года Келл Брук нокаутировал в реванше Карсона Джонса, которого с трудом победил в первом бою.
26 октября Брук нокаутировал бывшего чемпиона мира, украинца Вячеслава Сенченко, и завоевал статус обязательного претендента по версии IBF.
15 марта 2014 года Брук нокаутировал малоизвестного мексиканца Альваро Роблеса.

#### Чемпионский бой с Шоном Портером
16 августа 2014 года победил Шона Портера чем нанёс ему первое поражение в карьере и завоевал титул чемпиона мира по версии IBF в полусреднем весе.

#### Чемпионский бой с Геннадием Головкиным
10 сентября 2016 года встретился с чемпионом по 3 версиям в среднем весе Геннадием Головкиным. Ради этого боя Брук перепрыгнул на 2 категории вверх. На кону стояли все чемпионские пояса в среднем весе, кроме пояса WBA, принадлежащие Геннадию. В 1-м раунде Головкин потряс Брука, но британцу удалось быстро восстановиться. Далее оба боксёра имели успешные моменты. Казахстанец шёл вперёд и прессинговал, британец работал вторым номером. В 5-м раунде Геннадий увеличил давление на соперника, выбрасывая всё больше ударов. После очередной серии пропущенных ударов угол Келла выбросил полотенце. После боя стало известно, что Брук получил перелом глазницы и ему потребуется операция.

#### Бой с Эрролом Спенсом
27 мая 2017 года встретился с Эрролом Спенсом. Бой получился очень близким и конкурентным. В начале поединка лучше выглядел Брук, которому удавалось держать соперника на нужной дистанции. Однако, по ходу боя Спенс стал действовать активнее. Американец немного превосходил британца в скорости и выбрасывал больше ударов. Во второй половине боя у Брука образовалась гематома под левым глазом. Со временем она увеличилась и явно мешала чемпиону. В 10-м раунде Эррол отправил соперника в нокдаун. В 11-м раунде Брук опустился на колено и ему снова был отсчитан нокдаун. Брук показал, что не может продолжить бой из-за сильной гематомы и рефери остановил поединок.

## Статистика профессиональных боёв
В таблице перечислены результаты всех поединков боксёров.
В каждой строке указан результат поединка. Дополнительно номер поединка обозначен цветом, который обозначает итог поединка. Расшифровка обозначений и цветов представлена в нижеследующей таблице.
| Пример | Расшифровка                     |
| ------ | ------------------------------- |
|        | Победа                          |
|        | Ничья                           |
|        | Поражение                       |
|        | Планируемый поединок            |
|        | Поединок признан несостоявшимся |
| КО     | Нокаут                          |
| ТКО    | Технический нокаут              |
| PTS    | Решение судей (по очкам)        |
| UD     | Единогласное решение судей      |
| MD     | Решение большинства судей       |
| SD     | Раздельное решение судей        |
| RTD    | Отказ от продолжения боя        |
| DQ     | Дисквалификация                 |
| NC     | Поединок признан несостоявшимся |

| 43 поединка, 40 побед (28 нокаутом), 3 поражения.       | 43 поединка, 40 побед (28 нокаутом), 3 поражения. | 43 поединка, 40 побед (28 нокаутом), 3 поражения. | 43 поединка, 40 побед (28 нокаутом), 3 поражения.  | 43 поединка, 40 побед (28 нокаутом), 3 поражения. | 43 поединка, 40 побед (28 нокаутом), 3 поражения. |
| Результат                                               | Дата боя                                          | Соперник                                          | Место проведения боя                               | Результат                                         | Комментарии |
| ------------------------------------------------------- | ------------------------------------------------- | ------------------------------------------------- | -------------------------------------------------- | ------------------------------------------------- | --- |
|                                                         | июль 2022                                         | Крис Юбенк мл. (32-2)                             | Великобритания                                     | (12)                                              | |
| Бой в промежуточном весе — 158 фунтов (до 71,6 кг).     |                                                   |                                                   |                                                    |                                                   | |
| 40-3                                                    | 19 февраля 2022                                   | Амир Хан (34-5)                                   | Манчестер Арена, Манчестер, Англия, Великобритания | TKO 6 (12), 0:51                                  | |
| 39-3                                                    | 14 ноября 2020                                    | Теренс Кроуфорд (36-0)                            | MGM Grand, Лас-Вегас, Невада, США                  | TKO 4 (12), 1:14                                  | Бой за титул чемпиона мира по версии WBO (4-я защита Кроуфорда) в полусреднем весе.                                                                                             |
| Вернулся в полусредний вес — 147 фунтов (до 66,68 кг).  |                                                   |                                                   |                                                    |                                                   | |
| 39-2                                                    | 8 февраля 2020                                    | Марк ДеЛука (24-1)                                | Шеффилд Арена, Шеффилд, Йоркшир, Англия            | KO 7 (12), 1:15                                   | Завоевал вакантный титул чемпиона по версии WBO Inter-Continental в 1-м среднем весе.                                                                                           |
| 38-2                                                    | 8 декабря 2018                                    | Майкл Зерафа (25-2)                               | Шеффилд Арена, Шеффилд, Йоркшир, Англия            | UD (12)                                           | Счёт: 119-109, 118-110, 117-111. |
| 37-2                                                    | 3 марта 2018                                      | Сергей Рабченко (29-2)                            | Шеффилд Арена, Шеффилд, Йоркшир, Англия            | KO 2 (12), 1:27                                   | Завоевал вакантный титул чемпиона по версии WBC Silver в 1-м среднем весе. |
| Перешёл в первый средний вес — 154 фунта (до 69,85 кг). |                                                   |                                                   |                                                    |                                                   | |
| 36-2                                                    | 27 мая 2017                                       | Эррол Спенс (21-0)                                | Шеффилд, Йоркшир, Англия                           | KO 11 (12), 1:47                                  | Потерял титул чемпиона мира по версии IBF (4-я защита Брука) в полусреднем весе.                                                                                                |
| Бой в полусреднем весе — 147 фунтов (до 66,68 кг).      |                                                   |                                                   |                                                    |                                                   | |
| 36-1                                                    | 10 сентября 2016                                  | Геннадий Головкин (35-0)                          | O2 Арена, Лондон, Англия, Великобритания           | TKO 5 (12), 1:57                                  | Бой за титулы чемпиона мира по версиям WBC (1-я защита Головкина), WBA (super) (17-я защита Головкина), IBF (2-я защита Головкина), IBO (14-я защита Головкина) в среднем весе. |
| Бой в среднем весе — 160 фунтов (до 72,57 кг).          |                                                   |                                                   |                                                    |                                                   | |
| 36-0                                                    | 26 марта 2016                                     | Кевин Бизье (25-2-0)                              | Шеффилд, Йоркшир, Англия                           | TKO 2 (12), 2:15                                  | Защитил титул чемпиона мира по версии IBF (3-я защита Брука) в полусреднем весе.                                                                                                |
| 35-0                                                    | 30 мая 2015                                       | Фрэнки Гэвин (22-1)                               | Лондон, Англия                                     | TKO 6 (12), 2:51                                  | Защитил титул чемпиона мира по версии IBF (2-я защита Брука) в полусреднем весе.                                                                                                |
| 34-0                                                    | 28 марта 2015                                     | Ионуц Дан Ион (34-2)                              | Шеффилд, Англия                                    | RTD 4 (12), 3:00                                  | Дан Ион дважды в нокдауне во 2-м и 4-м раундах. Защитил титул чемпиона мира по версии IBF (1-я защита Брука) в полусреднем весе.                                                |
| 33-0                                                    | 16 августа 2014                                   | Шон Портер (24-0-1)                               | Карсон, США                                        | MD (12)                                           | 116-112, 117-111, 114-114. Завоевал титул чемпиона мира по версии IBF в полусреднем весе.                                                                                       |
| 32-0                                                    | 15 марта 2014                                     | Альваро Роблес (17-2)                             | Ливерпуль                                          | TKO 8 (10), 1:35                                  | |
| 31-0                                                    | 26 октября 2013                                   | Вячеслав Сенченко (34-1)                          | Шеффилд                                            | TKO 4 (12), 2:57                                  | Отборочный бой IBF. Сенченко в нокдаунах в 3 и 4 раундах. |
| 30-0                                                    | 13 июля 2013                                      | Карсон Джонс (35-9-3)                             | Кингстон-апон-Халл                                 | TKO 8 (10), 1:07                                  | Джонс в нокдаунах во 2 и 8 раундах. |
| 29-0                                                    | 20 октября 2012                                   | Эктор Давид Сальдивия (41-2)                      | Шеффилд                                            | TKO 3 (12), 0:28                                  | Отборочный бой IBF, финал. Сальдивия в нокдаунах в 1 и 3 раундах. |
| 28-0                                                    | 7 июля 2012                                       | Карсон Джонс (34-8-2)                             | Шеффилд                                            | MD (12)                                           | 114-114, 116-113, 115-113. Отборочный бой IBF. Защитил титул IBF International в полусреднем весе.                                                                              |
| 27-0                                                    | 17 марта 2012                                     | Мэттью Хаттон (42-5-2)                            | Шеффилд                                            | UD (12)                                           | 118-109, 119-108, 119-107. Хаттон в нокдауне в 9 раунде. Выиграл титул IBF International, защитил титул WBA Inter-Continental в полусреднем весе.                               |
| 26-0                                                    | 17 декабря 2011                                   | Луис Галарса (17-2)                               | Атлантик-Сити                                      | TKO 5 (10), 1:38                                  | |
| 25-0                                                    | 8 октября 2011                                    | Рафал Яцкевич (38-9-1)                            | Шеффилд                                            | TKO 6 (12), 2:36                                  | Защитил титул WBA Inter-Continental в полусреднем весе. |
| 24-0                                                    | 25 июня 2011                                      | Лавмор Нду (48-12-2)                              | Шеффилд                                            | UD (12)                                           | 119-110, 119-110, 118-111. Выиграл вакантный титул WBA Inter-Continental в полусреднем весе.                                                                                    |
| 23-0                                                    | 11 декабря 2010                                   | Филип Коути (21-5-2)                              | Шеффилд                                            | TKO 2 (12), 0:39                                  | Защитил титул WBO Inter-Continental в полусреднем весе. Коути в нокдауне в 1 раунде.                                                                                            |
| 22-0                                                    | 18 сентября 2010                                  | Майкл Дженнингс (35-2)                            | Бирмингем                                          | TKO 5 (12), 0:47                                  | Защитил титулы чемпиона Великобритании и WBO Inter-Continental в полусреднем весе.                                                                                              |
| 21-0                                                    | 12 марта 2010                                     | Кшиштоф Биениас (39-3)                            | Ливерпуль                                          | TKO 6 (12), 2:46                                  | Выиграл титул WBO Inter-Continental в полусреднем весе. |
| 20-0                                                    | 18 июля 2009                                      | Майкл Ломакс (15-1-1)                             | Манчестер                                          | TKO 3 (12), 2:41                                  | Защитил титул чемпиона Великобритании в полусреднем весе. |
| 19-0                                                    | 30 января 2009                                    | Стюарт Элвэл (12-2)                               | Лондон                                             | TKO 2 (12), 1:29                                  | Защитил титул чемпиона Великобритании в полусреднем весе. |
| Бои в полусреднем весе — 147 фунтов (до 66,68 кг).      |                                                   |                                                   |                                                    |                                                   | |